# Inside story
《Inside Story》는 2008년 3월 31일 발매된 먼데이키즈의 세 번째 정규앨범이다. 타이틀 곡은 〈가슴으로 외쳐〉,〈흉터〉이다. Special Edition 앨범에 이어 Music 2.0 프로그램이 탑재되어있어 트랙의 각 음악을 원하는 악기의 조합으로 들을 수 있다.

## 트랙 리스트
CD
1. Intro
  - 작곡: 최일호
2. 신기루
  - 작곡: 홍정수, 박영민 / 작사: 심현보
3. 가슴으로 외쳐 (feat. 라이머)
  - 타이틀 곡
  - 작곡: 김도훈 / 작사: 황성진
4. 흉터
  - 타이틀 곡
  - 작곡: 박해운 / 작사: 강은경 / 편곡: 박해운
5. 발자국
  - 작곡: 한상원 / 작사: 한상원, 이지은
6. 그렇더라
  - 작곡: 윤종신, 이근호 / 작사: 윤종신 / 편곡: 나원주
7. 니가 떠난 그날
  - 작곡: 강지원 / 작사: 강지원 / 편곡: 강지원
8. 태양 아래서
  - 작곡: 한상원, 강지원 / 작사: 한상원, 강지원 / 편곡: 강지원
9. 슬픈 부탁
  - 작곡: 윤승환 / 작사: 윤경
10. 너밖에 없잖아
  - 작곡: 김원 / 작사: 김원 / 편곡: 김원
11. 그대 앞에서
  - 작곡: 이진성(먼데이 키즈) / 작사: 이진성(먼데이 키즈) / 편곡: 이진성(먼데이 키즈)
12. Outro
  - 작곡: 신상우